# Crawhez
Crawhez is een gehucht in de Luikse gemeente Thimister-Clermont, in de deelgemeente Clermont in België.
Het gehucht ligt in het oosten van de gemeente, tussen de kerkdorpen Clermont en Kluis (La Clouse), op ongeveer een kilometer van de Chaussée Charlemagne, de doorgaande weg van Luik naar Aken. Crawhez ligt op het Plateau van Herve in een landelijk gebied, twee kilometer ten westen van de bron van de Berwijn, op een hoogte van ongeveer 250 meter. In en rond het gehucht ontspringen enkele bronnen, waaronder die van de Ruisseau de Crawhez.
In het gehucht staat het kasteel van Crawhez, gebouwd in 1551 in de Maaslandse renaissancestijl en dat sinds 1978 op de lijst van beschermd erfgoed in Thimister-Clermont staat. In 1959 werd de kapel van het Kindje Jezus van Praag gebouwd.
Ten noorden van Crawhez staat de Sint-Rochuskapel uit 1880 en ten zuidwesten van Crawhez bevindt zich de Sint-Annakapel met Lourdesgrot. Deze kapel is ook een voorbeeld van de Maaslandse renaissance en werd herbouwd in 1662 en 1872. In 1988 werd ze opgenomen als beschermd erfgoed, maar ze werd getroffen door brand in 2007. In 2014 werd ze weer herbouwd. Verder ligt tussen Crawhez en Clermont het Remember Museum '39-'45, met onder andere een Sherman Firefly tegenover de ingang van het museum.

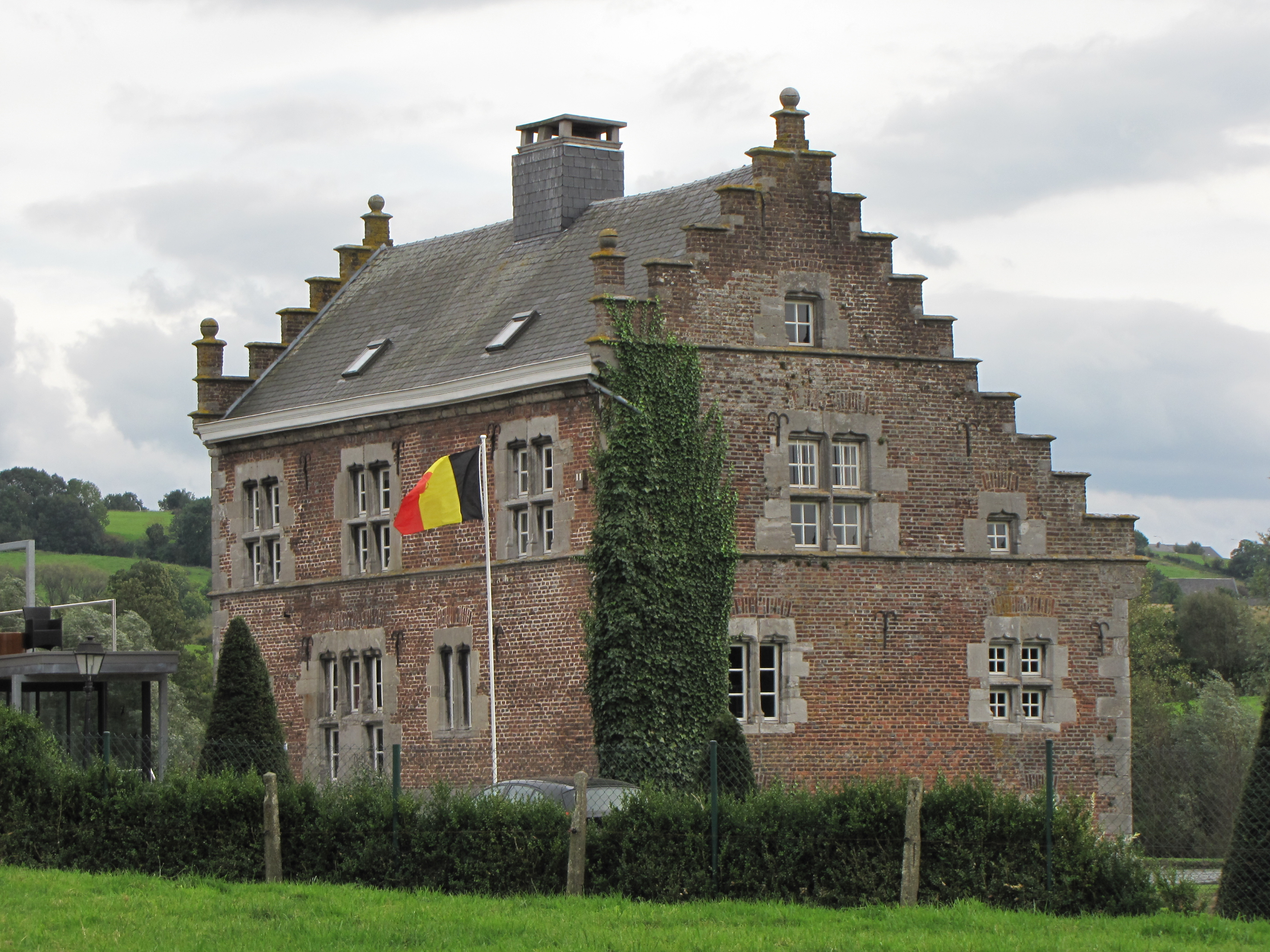
Kasteel van Crawhez
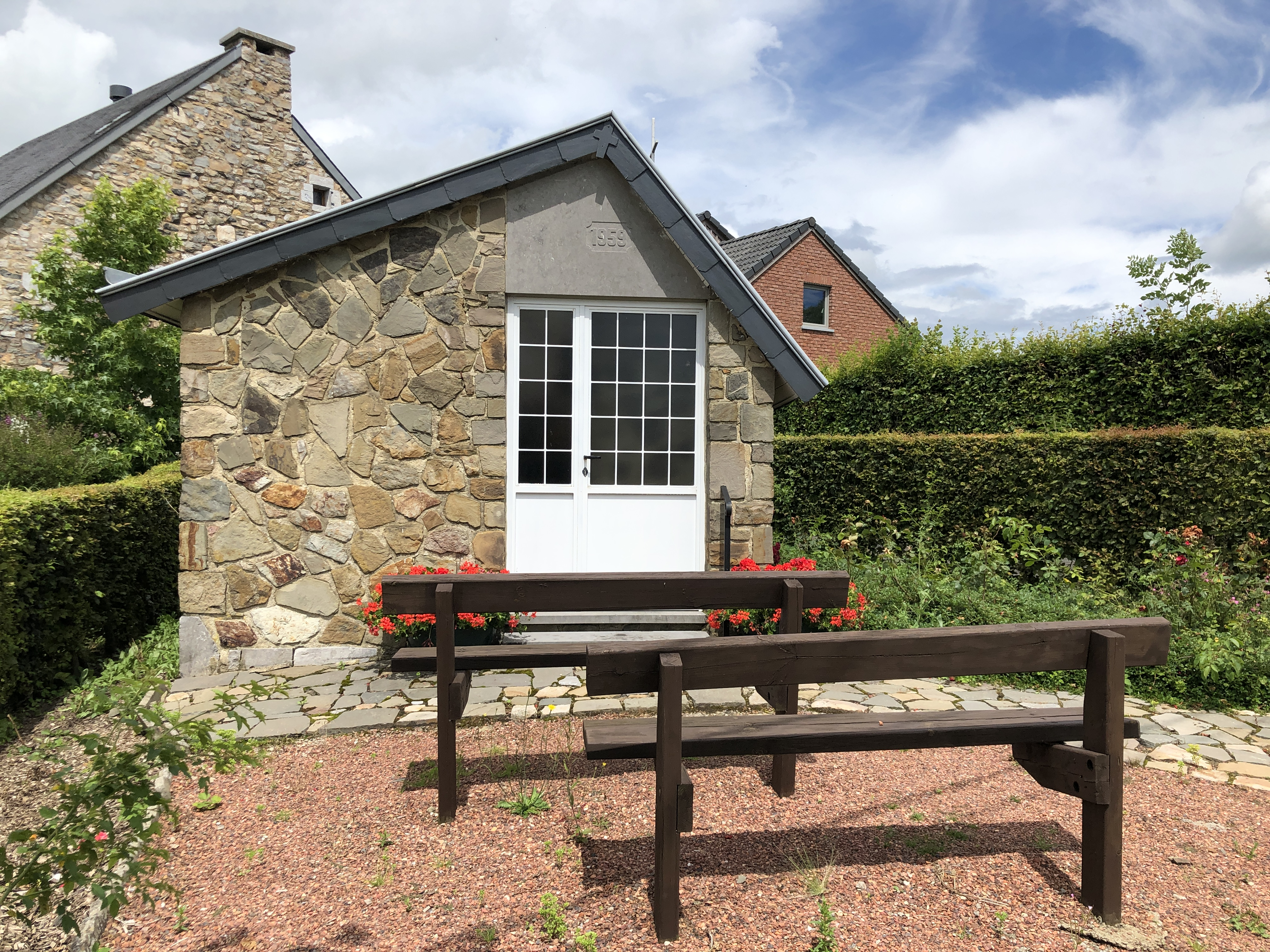
Kapel van Kindje Jezus van Praag
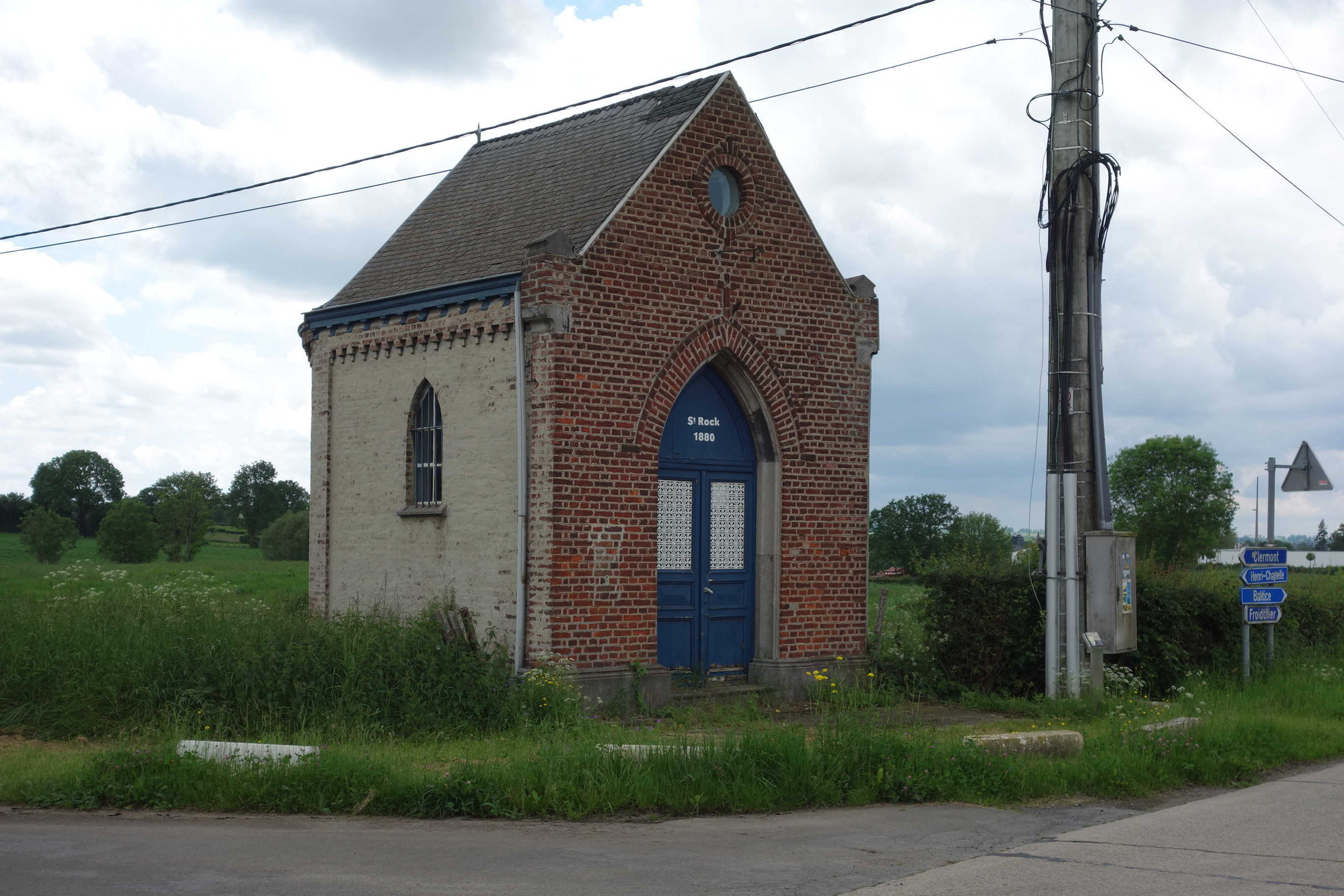
Sint-Rochuskapel
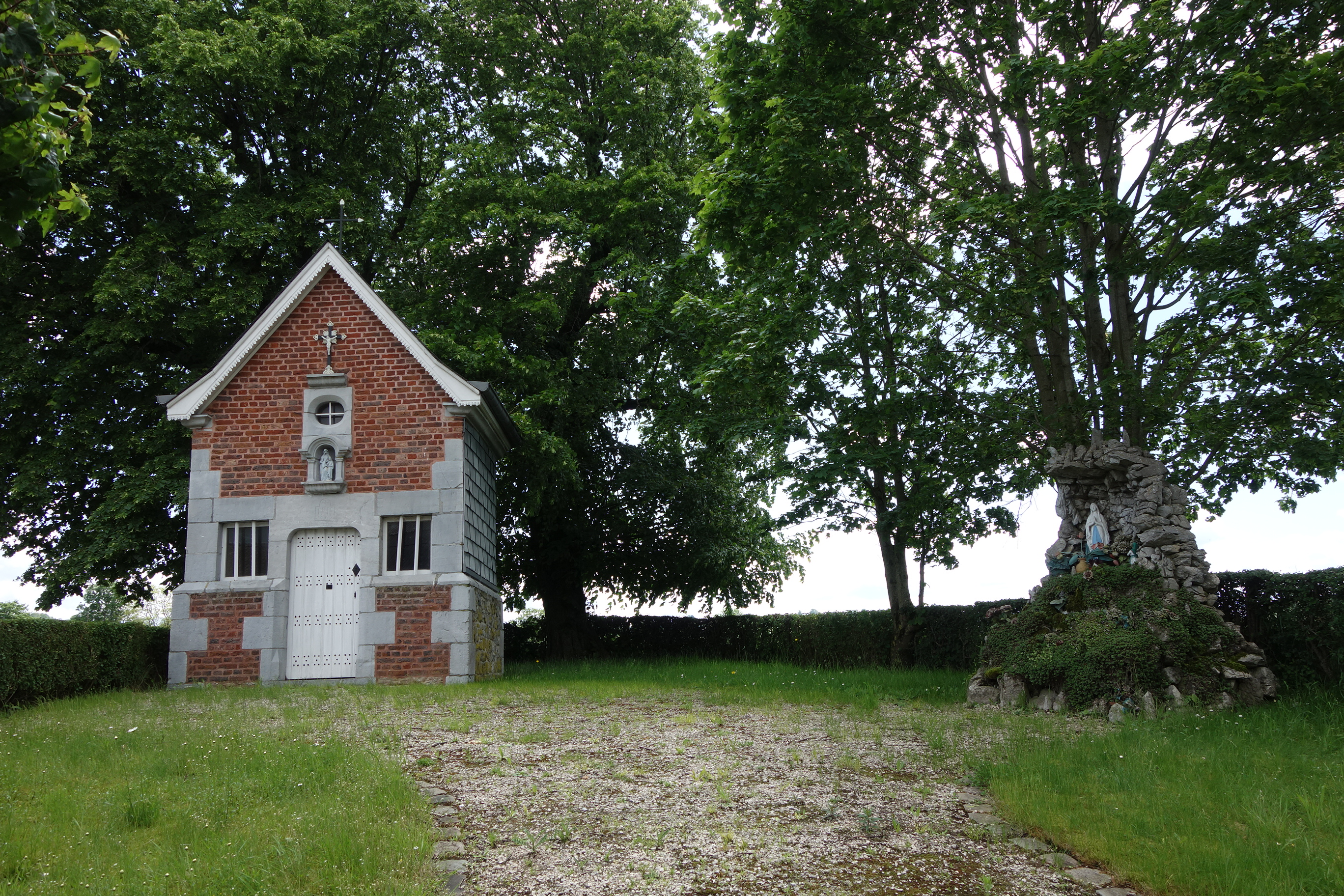
Sint-Annakapel
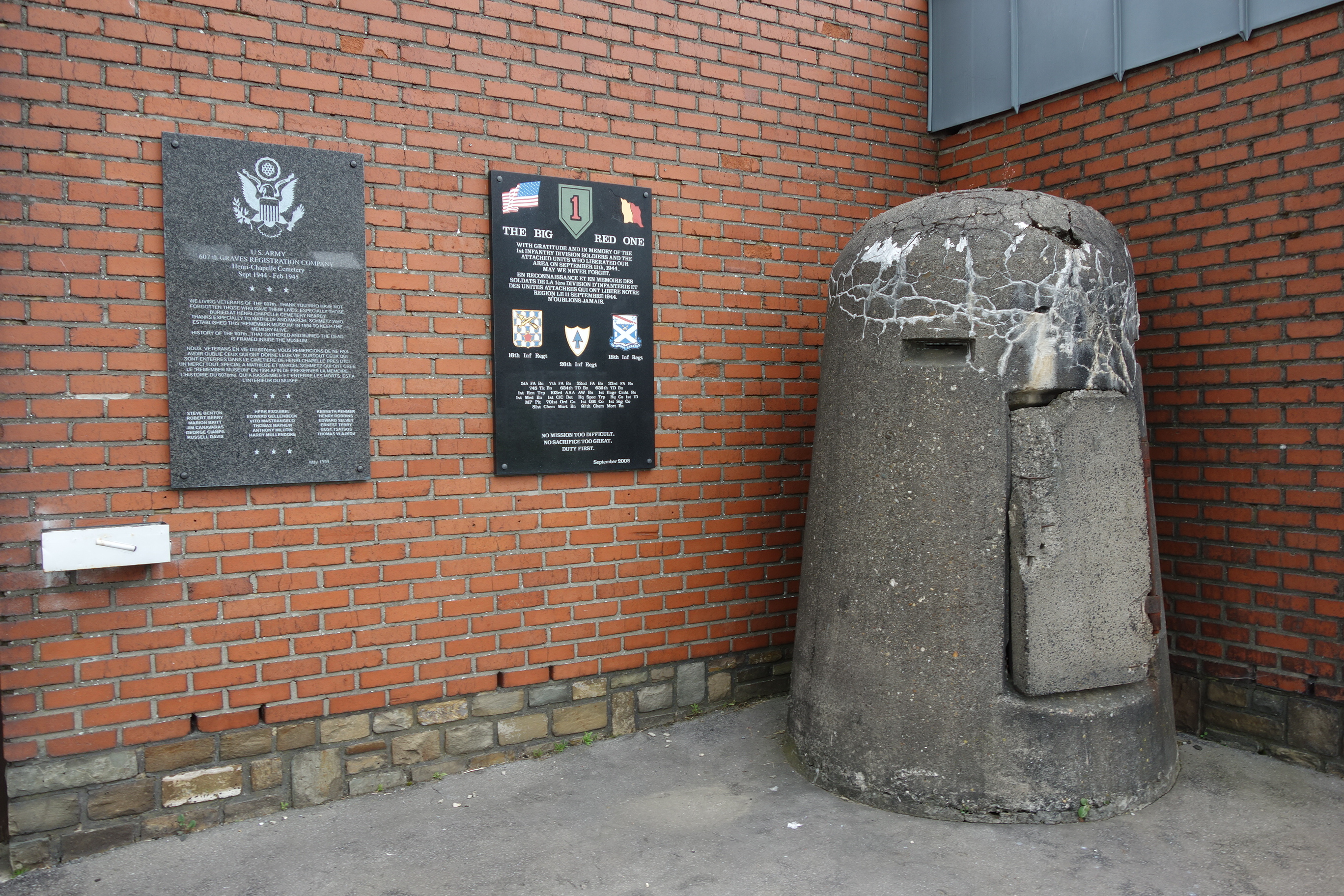
Remember Museum '39-'45
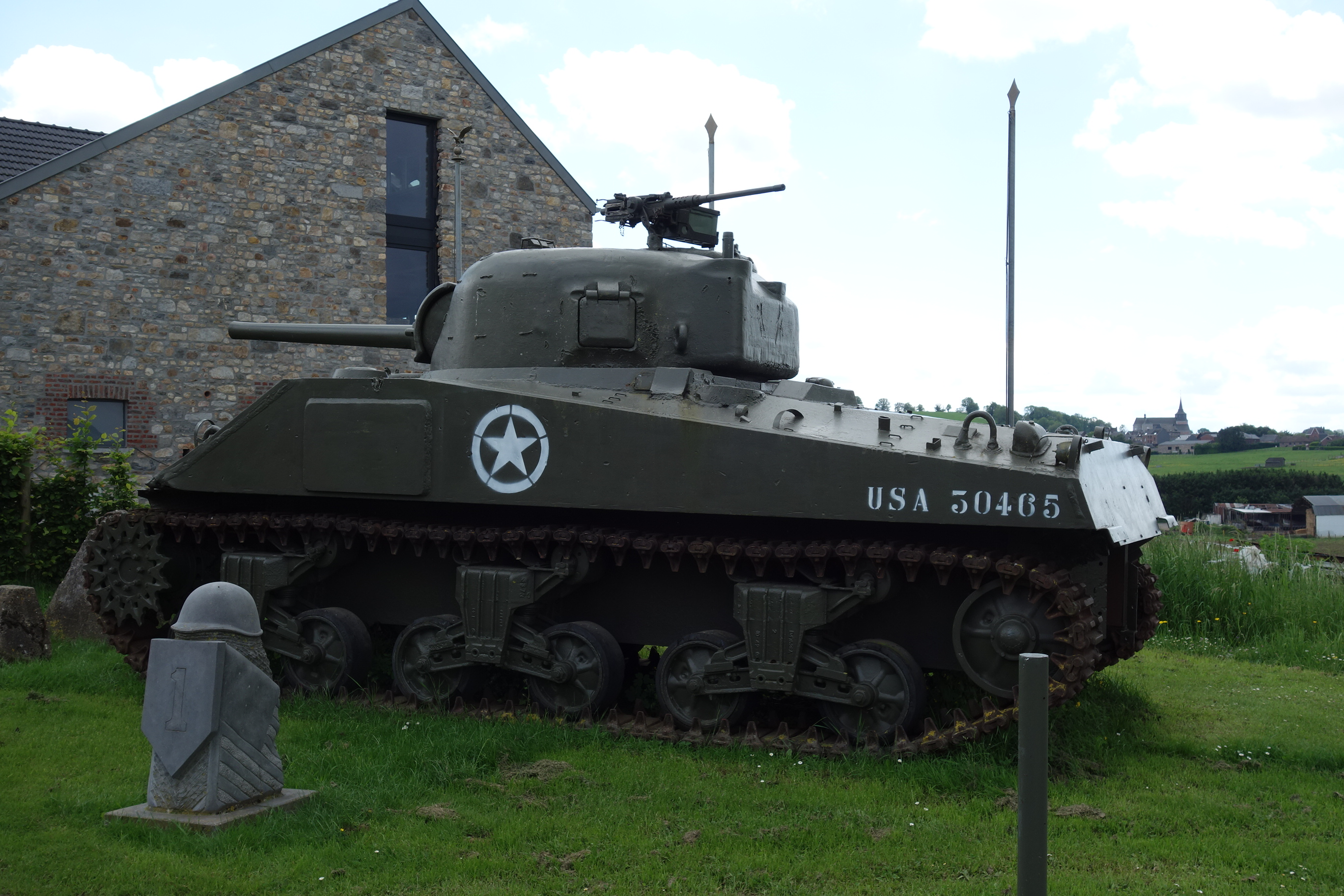
Sherman Firefly-tank

## Nabijgelegen kernen
Clermont, Froidthier, Kluis, Birven, Hendrik-Kapelle
Deelgemeente: Clermont · Thimister

Overige kernen: Crawhez · Elsaute · Froidthier · La Minerie

Belgische gemeenten · arrondissement Verviers · provincie Luik · Wallonië